# Ключ 171
Ключ 171 (трад. 隸, упр. 隶) — ключ Канси со значением «раб»; один из девяти, состоящих из восьми штрихов.
В словаре Канси есть 12 символов (из 49 030), которые можно найти c этим радикалом.

## История
Древняя идеограмма изображала руку, держащую хвост животного или зверя, и обозначала «раб, порабощение, доходить, достигать»
В современном языке иероглиф, произошедший от этого рисунка, означает «доходить, достигать».
В качестве ключевого знака иероглиф используется редко.

Вид в малой печати Чжуаньшу

В словарях находится под номером 171.

## Примеры иероглифов
| Доп. штрихи | Иероглифы |
| ----------- | --------- |
| 0           | 隶        |
| 8           | 隷        |
| 9           | 隸        |

- Примечание: Ваш браузер может отображать иероглифы неправильно.